# Somossy Renáta
Somossy Renáta (Budapest, 1981. december 24. –) magyar pornószínésznő és modell. Művészneve Sophie Moone.

## Életrajz
Somossy Renáta pályafutása során számos ismert produkciós és forgalmazó céggel, illetve rendezővel dolgozott együtt mióta 2000-ben belépett a pornóiparba, többek között: 21Sextury, Hustler Video, Jules Jordan, Ninn Worx, Private, Video Marc Dorcel, Viv Thomas és Wicked Pictures.

## Filmográfia (válogatás)

### Színésznőként
Névadó
- Bubblegirls: Sophie Moone (2004)
- Sophie Volume 1 – Superglam.com Girls (2004)
- My Dear Sophie Moone (2005)
- Sophie's Wet Dreams (2005)
- KBitches Vol. 7: Sophie & Friends (2006)
- Our Movie by Sophie & Stella (2006)
- Sophie: Pornochic 11 (2006)
- Sex with Sophie Moone (2006)
- Secrets by Sophie Moone (2007)
- Sophiesticated (2007)
- Moone Light (2008)
- Sweeter by Sophie Moone (2008)
- Teaching Sophie Moone (2011)

Borítómodell
- No Man’s Land European Edition 3 (2001)
- No Man's Land European Edition 6 (2006)
- Girls on Girls 2 (2004)
- Footsie Babes (2005)
- 21Sextury-X-Mas Event (2006)
- Sex Secrets (2007)
- Exxxtraordinary Eurobabes 5 (2008)
- Give Me Pink (2008)
- Sticky Fingers (2008)
- Budapest (2010)
- An XXXmas Sextravaganza – Dreaming Of A White Cumshot (2010)
- Lesbian Secrets – No Boys Allowed (2011)

Egyéb
- 8mm 2 – Hölle aus Samt
- Fem Dolce (2005)
- Only Blue Can Make Me Happy (2006)
- Russian Institute: Lesson 6 (2006)
- Cockaine (2007)
- Downward Spiral (2008)
- In Command (2008)
- I Eat Pussy (2011)
- Women Seeking Women 110 (2014)

### Rendezőként
- Our Movie by Sophie & Stella (2006)
- Sex with Sophie Moone (2006)

## Díjak
- AVN-díj (2004) – Jelölés a „Best Sex Scene in a Foreign-Shot Production” kategóriában (a The Girls of Desire című filmben látható alakításáért)[3]
- Babe Of The Year (2007) – Best Lesbian Performer, Best Lesbian Scene[4]
- XBIZ-díj(wd) (2012) – Jelölés a Foreign Female Performer of the Year kategóriában[5]